# Glypta foutsi
Glypta foutsi là một loài tò vò trong họ Ichneumonidae.